# Domenico Trentacoste
Domenico Trentacoste (1859-1933) est un sculpteur et médailleur italien, qui fit une partie de sa carrière en France.

## Biographie
D'origine sicilienne, et âgé de douze ans, Domenico Trentacoste devient l'apprenti des sculpteurs palermitains Benedetto De Lisi (1831-1875) et de Domenico Costantino (1840-1915). Il fait ensuite un séjour à Naples puis fréquente l'académie des beaux-arts de Florence en 1878. Deux ans plus tard, il retourne à Palerme et exécute la commande d'un arc de triomphe dédié au roi Umberto. Ayant gagné assez d'argent, il part pour Paris, rejoindre son ami le sculpteur Antonio Giovanni Lanzirotti et expose au Salon des artistes français à partir de 1881, et régulièrement, jusqu'en 1895. Dans l'intervalle, il part à Londres travailler avec le peintre Edwin Long et expose à la Royal Academy.
Domenico Trentacoste retourne en Italie en 1895, et expose à la première Biennale de Venise ; il devient membre du jury en 1901 et y expose jusqu'en 1922.
Il est nommé professeur à l'académie des beaux-arts de Florence et fut entre autres le maître de Marino Marini.
Il est l'auteur avec Luigi Giorgi de types courants italiens pour la Monnaie de Rome, entre autres de la pièce de 2 lires commémorant le cinquantième anniversaire de l'Unité italienne (1911).

## Galerie

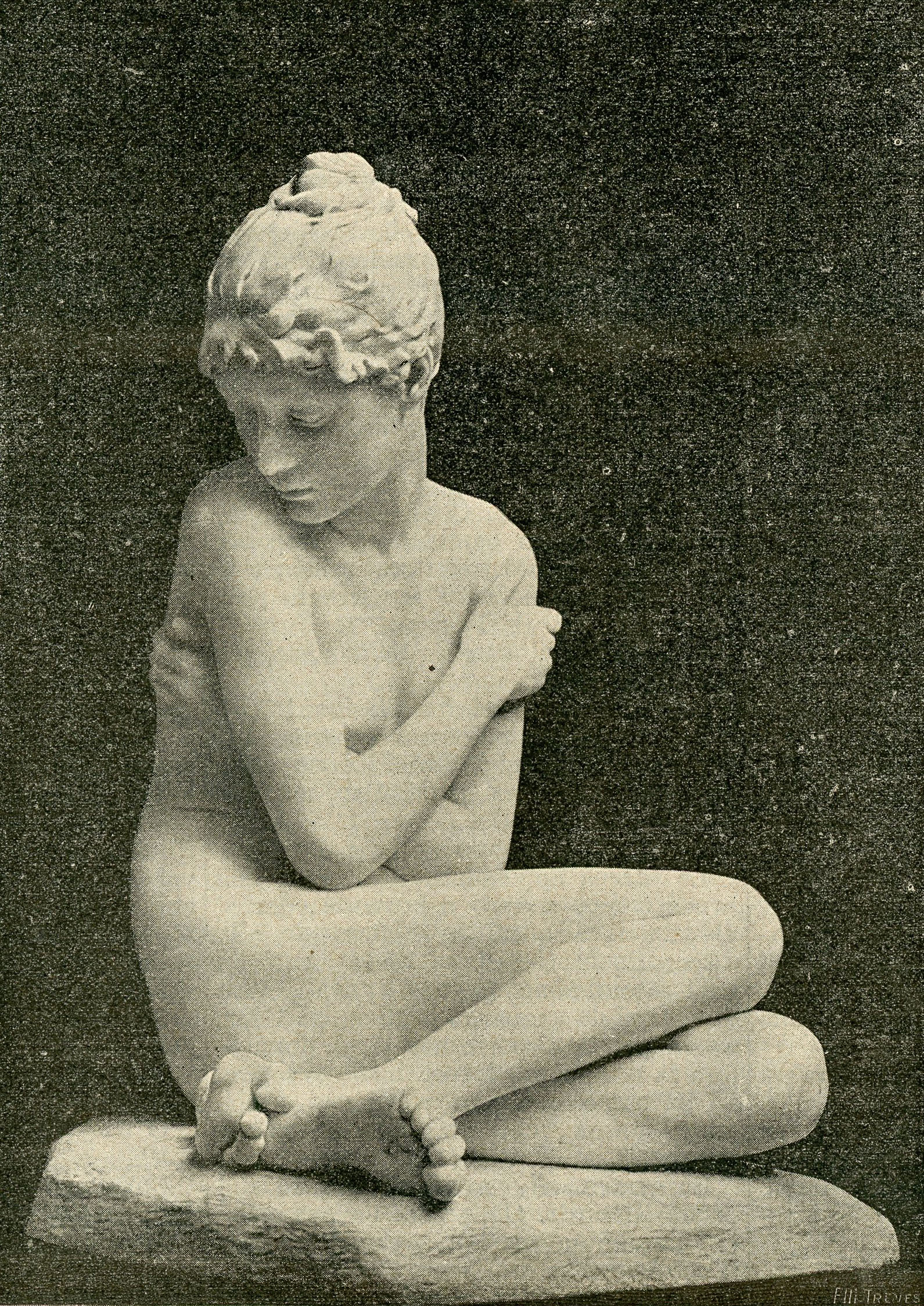
Derelitta.
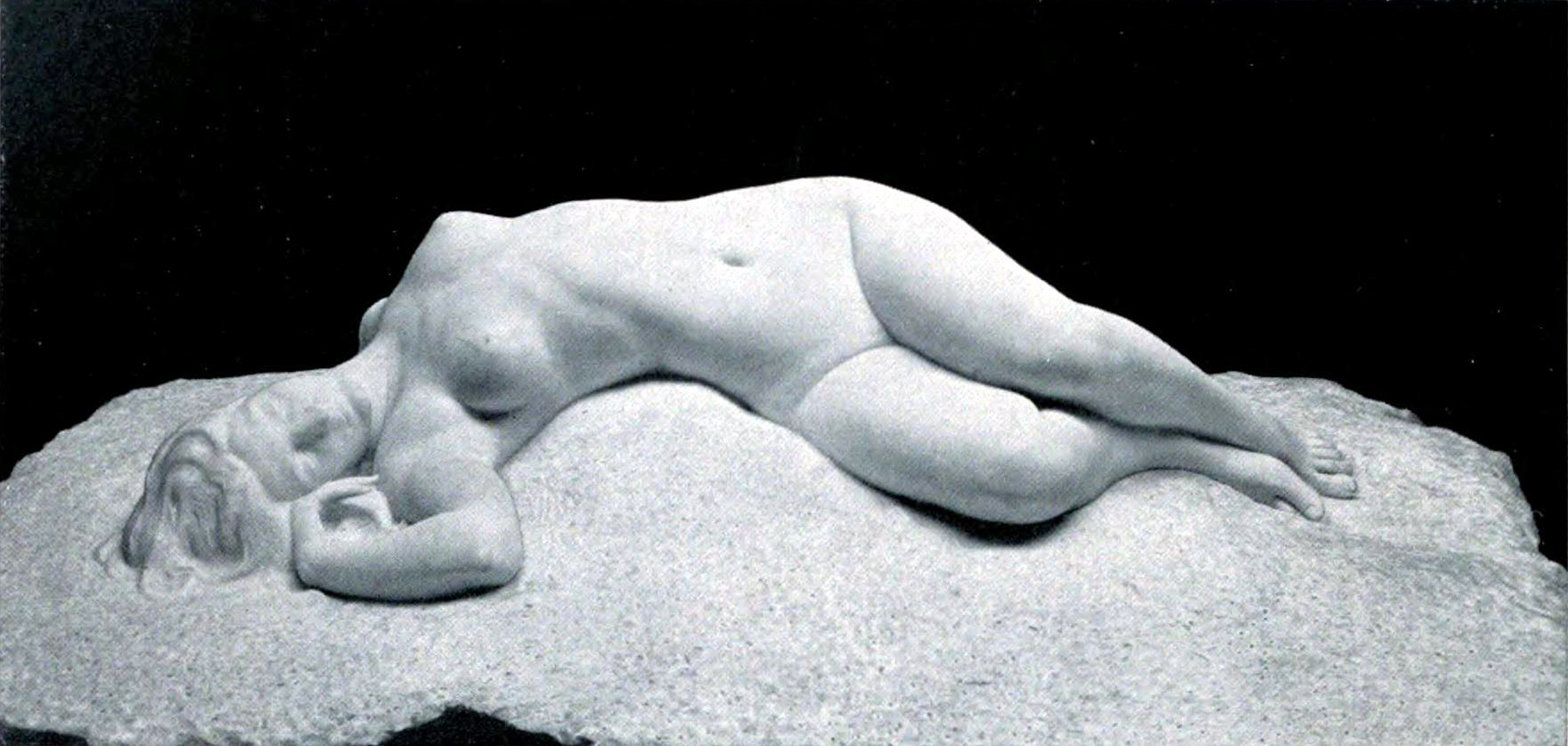
Nu allongé.
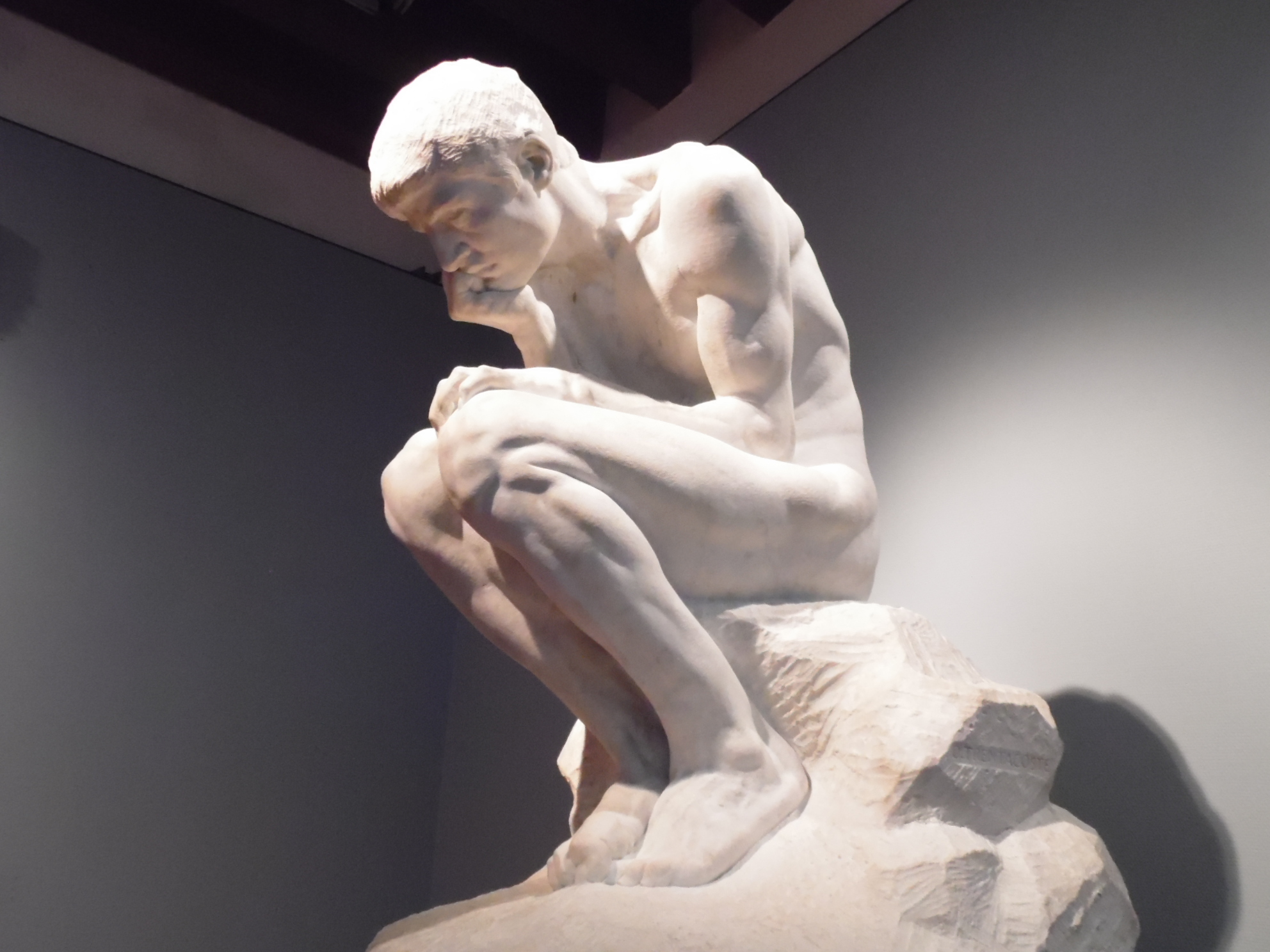
Cain (galerie d'Art moderne, Palerme).
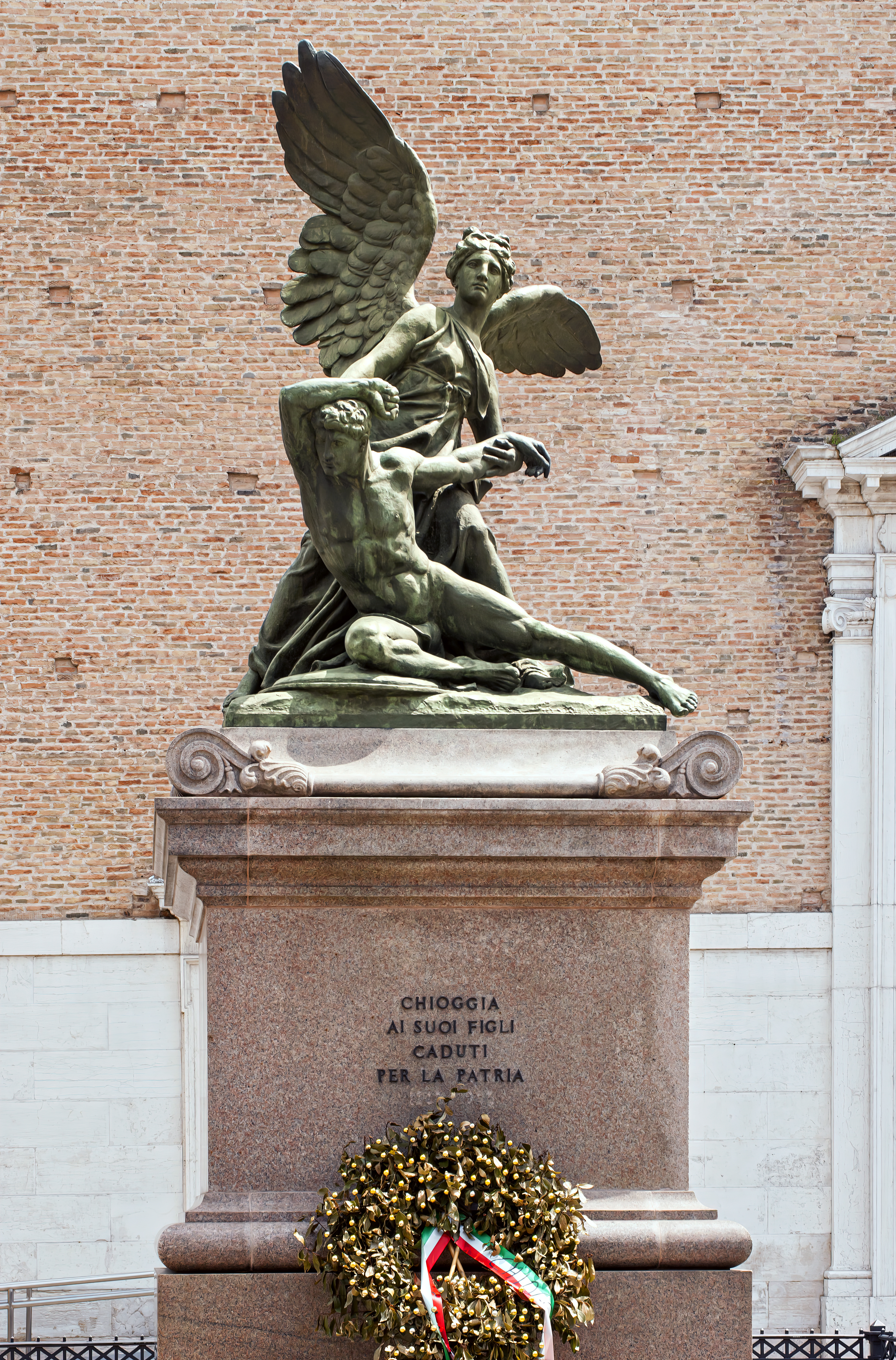
Mémorial de guerre [1919], Chioggia.
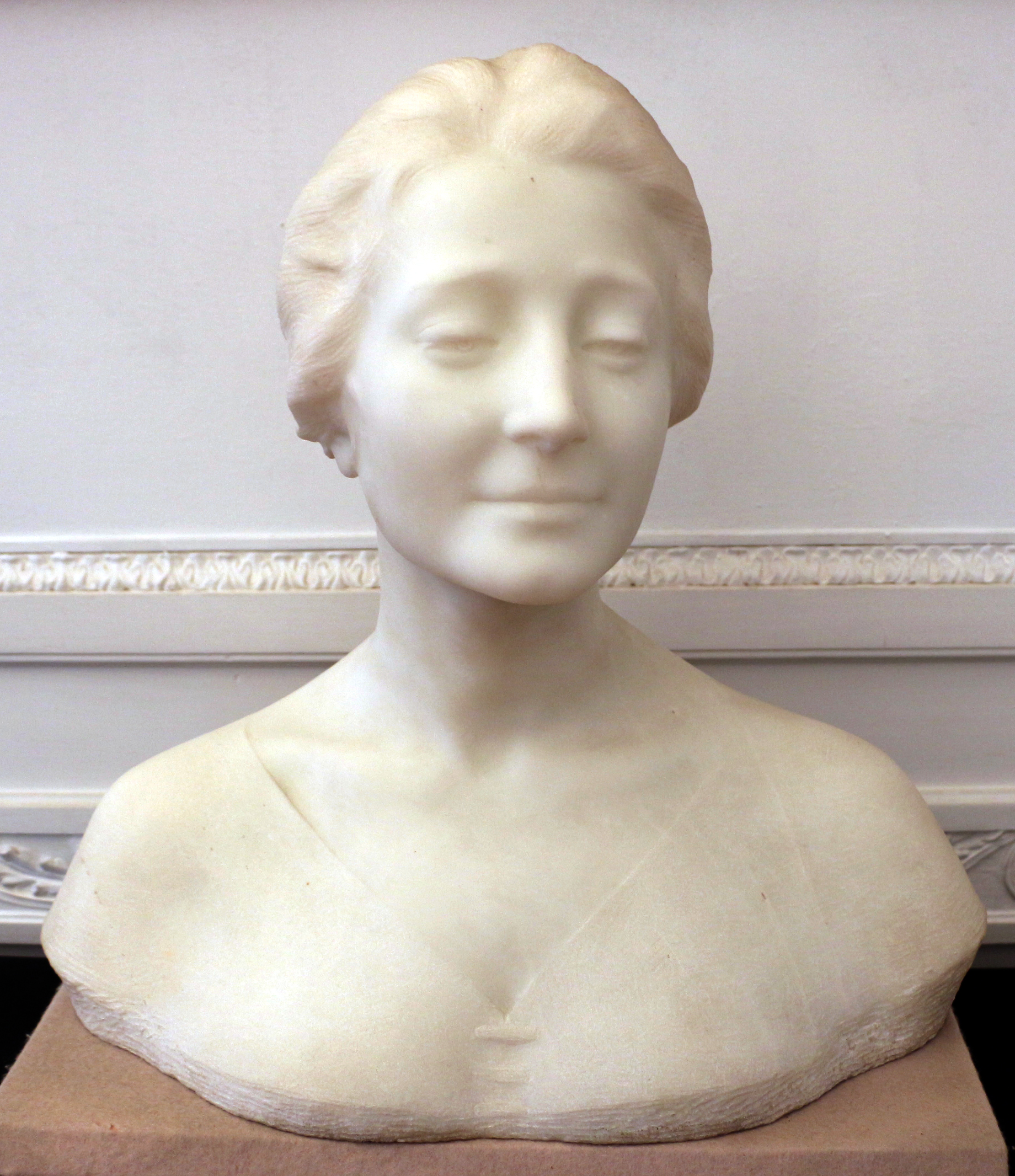
Portrait d'Emma Gramatica (parc de Nervi, Gênes).
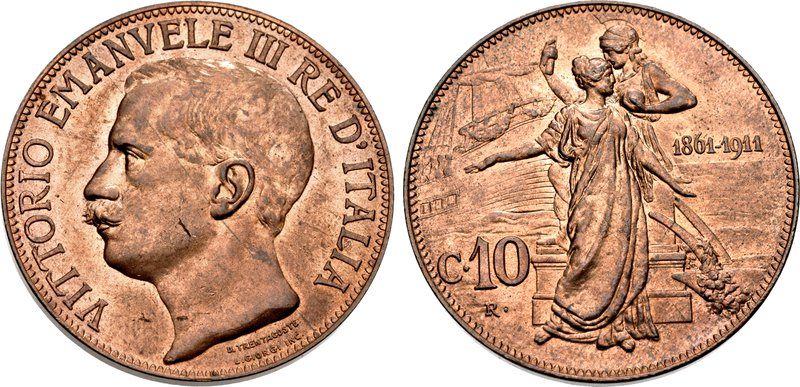
Pièce de 10 centimes (Italie, 1911).
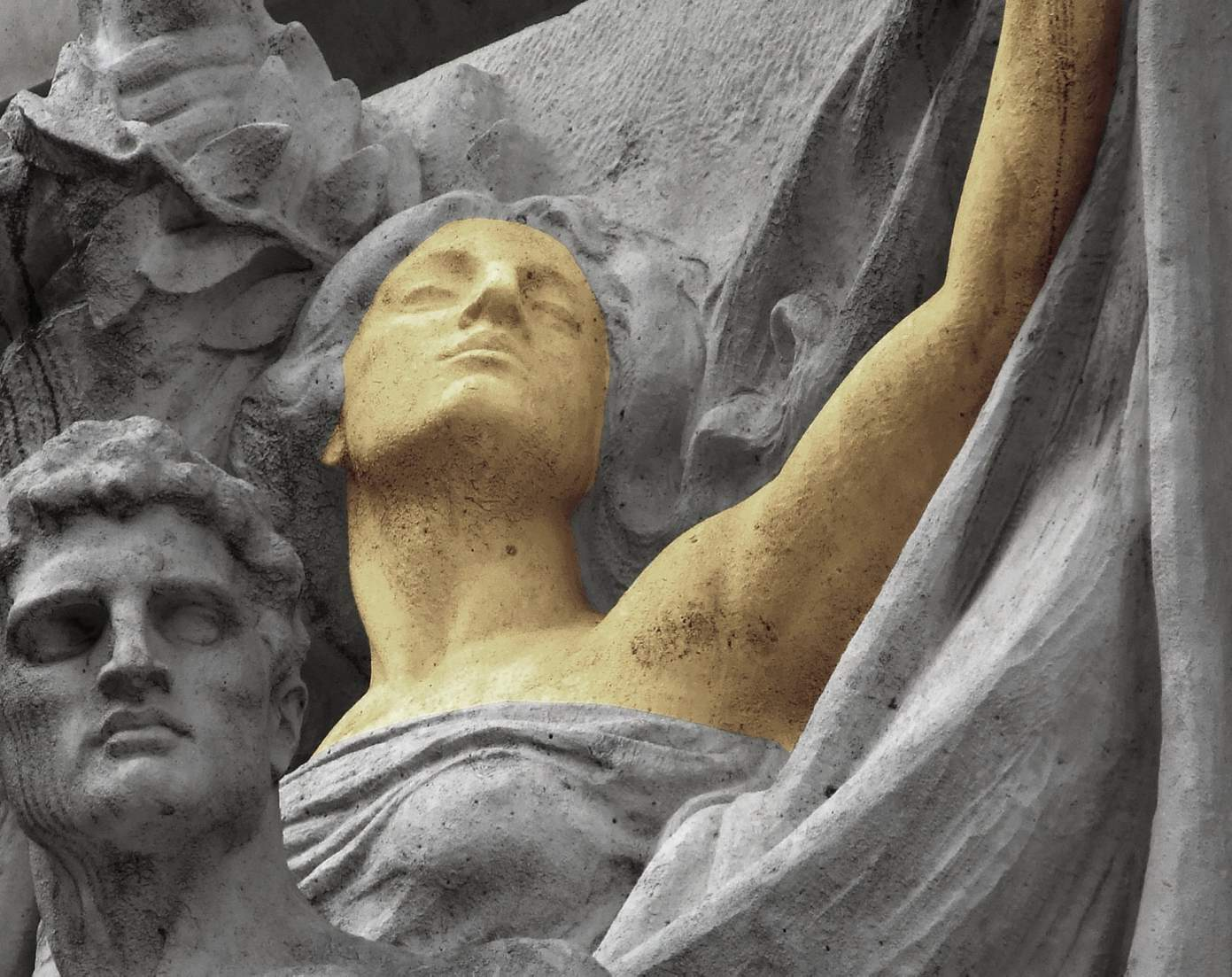
Façade du Palais Montecitorio (Rome).

## Œuvre en France
Laon, Abbaye Saint-Jean :
- Buste de jeune italienne, marbre, s.d[3].

Paris, musée d'Orsay :
- Emma Gramatica, plaquette en bronze, 1900.
- Ugo Ojetti, plaquette en bronze, 1900.
- Spedizione Italiana nel Mare Artico, médaille en bronze, 1900.
- Ugo Torri, médaille en bronze, 1901.
- Pompeo Marino Molmenti, plaquette en bronze, 1901.
- Gustavo Uzielli, médaille en bronze, 1902.
- Nannina, plaquette en bronze, 1904.
- Yvonne Vernon, plaquette en bronze, 1904[4].
- Lina, plaquette en bronze biface, 1919.
- Hilda, plaquette en bronze, s.d.
- Comte Charles de la Frotté, médaille, s.d.
- Louis-Amédée de Savoie, médaille en bronze, s.d.